# 카지미에시 2세

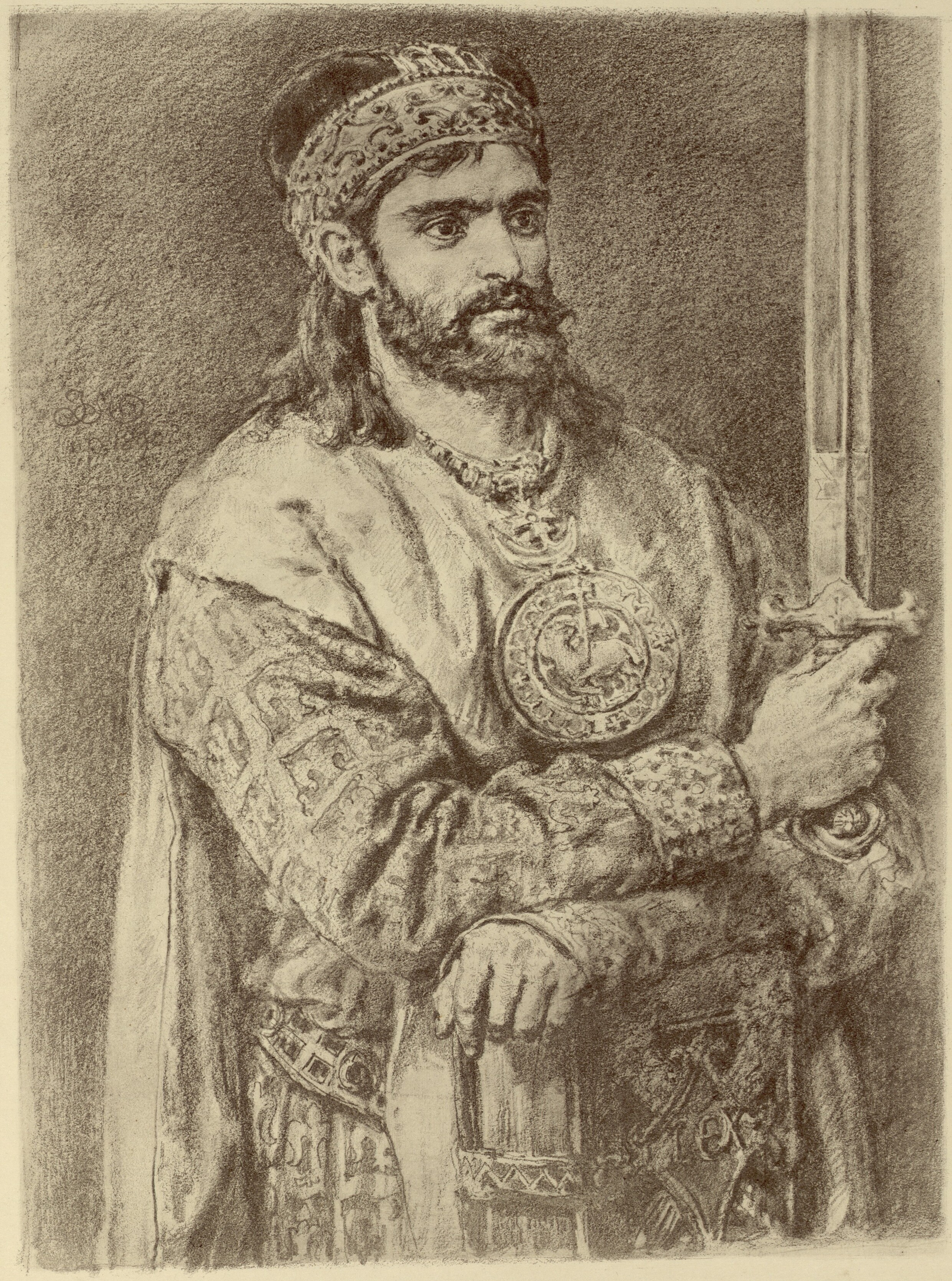
카지미에시 2세

카지미에시 2세(폴란드어: Kazimierz II, 1138년경 ~ 1194년 5월 5일)는 폴란드 고공(재위: 1177년 ~ 1191년, 1191년 ~ 1194년)이다. 정의고공(폴란드어: Sprawiedliwy 스프라비에들리비[*])이라고 부르기도 한다.
볼레스와프 3세의 다섯째 아들이며 산도미에시 공작(재위: 1173년 ~ 1194년), 크라쿠프 공작(재위: 1177년 ~ 1194년), 마조프셰 공작(재위: 1186년 ~ 1194년)을 역임했다. 1177년 귀족의 지지를 얻어 미에슈코 3세를 추방시키고 폴란드 고공으로 즉위했다. 1191년에는 미에슈코 3세가 반란을 일으키고 폴란드 고공으로 즉위하면서 쫓겨났지만 나중에 다시 복위했다.
그의 고공위는 레셰크 1세가 승계받았다. 그의 자녀 가운데 레셰크 1세, 콘라트 1세는 훗날 폴란드의 고공을 역임했다.